# Skye Bridge
De Skye Bridge is een brug in Schotland die het eiland Skye verbindt met het vasteland. Op de plek waar de brug ligt is de afstand tussen het vasteland en het eiland Skye het kleinst: circa 500 meter. De brug heeft twee rijstroken, een voetpad en een fietspad.

## Geschiedenis
Sinds ongeveer 1600 was er reeds een veer op deze plaats. Sinds het einde van de 19e eeuw waren er plannen om een brug naar het eiland Skye aan te leggen. De mogelijkheden waren er wel, maar het geringe bevolkingsaantal op Skye en de afgelegen locatie wogen niet op tegen de kosten van de brug. Toenemende welvaart en opkomend toerisme brachten echter steeds meer mensen naar Skye, wat resulteerde in lange wachtrijen bij de veerpont. Dit leidde tot vernieuwde aandacht voor een brug.
In 1989 werd gestart met de eerste concrete plannen. Het Schots-Duitse concern Miller-Dywidag werd verantwoordelijk voor de uitvoering. De werkzaamheden begonnen in 1992. Het brugoppervlak rust op twee pijlers die op caissons zijn geplaatst. De spanwijdte tussen de pijlers bedraagt 250 meter, de lengte tussen de pijlers en het land is aan beide zijde 125 meter. Op 16 oktober 1995 werd de brug geopend voor het verkeer. Er kwam vervolgens veel protest, omdat er een hoog tolbedrag werd geheven, terwijl het alternatief, de veerverbinding, bij het openen van de brug werd opgeheven. Een actiegroep begon een intensieve campagne om de tolheffing te beëindigen, en in december 2004 werd de brug tolvrij. Dit had tot gevolg dat de Schotse overheid de resterende 27 miljoen pond moest bijpassen.

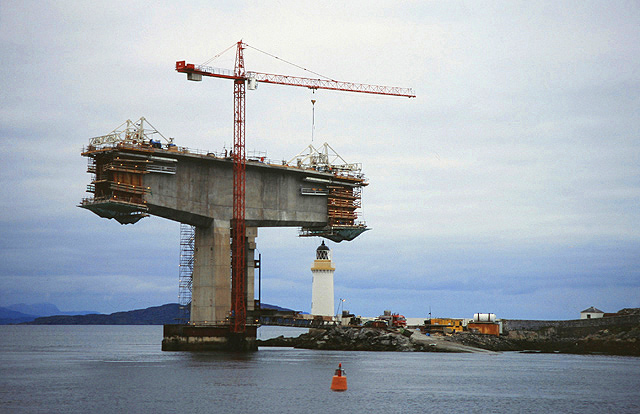
Bouw van de brug (1994)
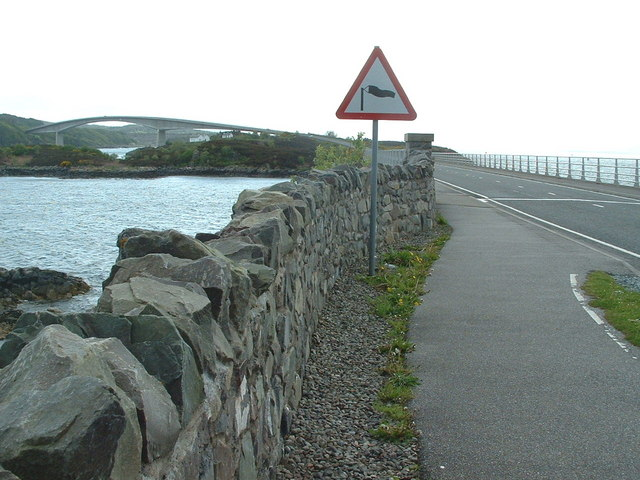
Oprit naar de brug
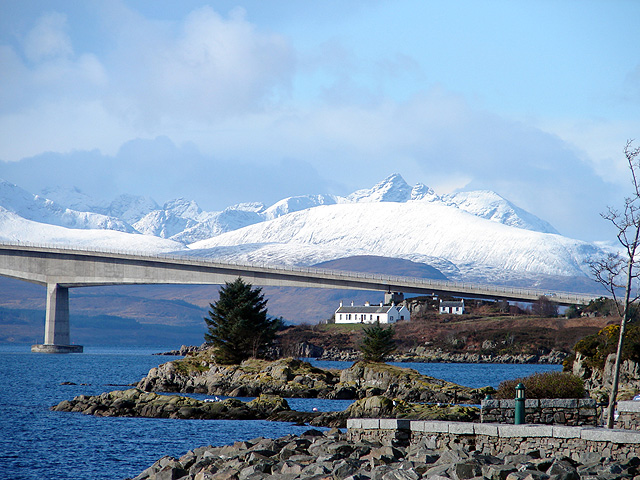
Zicht op Eilean Bàn en de brug